# Monti di Campo Felice
I Monti di Campo Felice sono un gruppo montuoso dell'appennino abruzzese, compresi nella catena del Sirente-Velino, che circondano a sud-ovest la piana di Campo Felice con la relativa stazione sciistica. 

## Caratteristiche

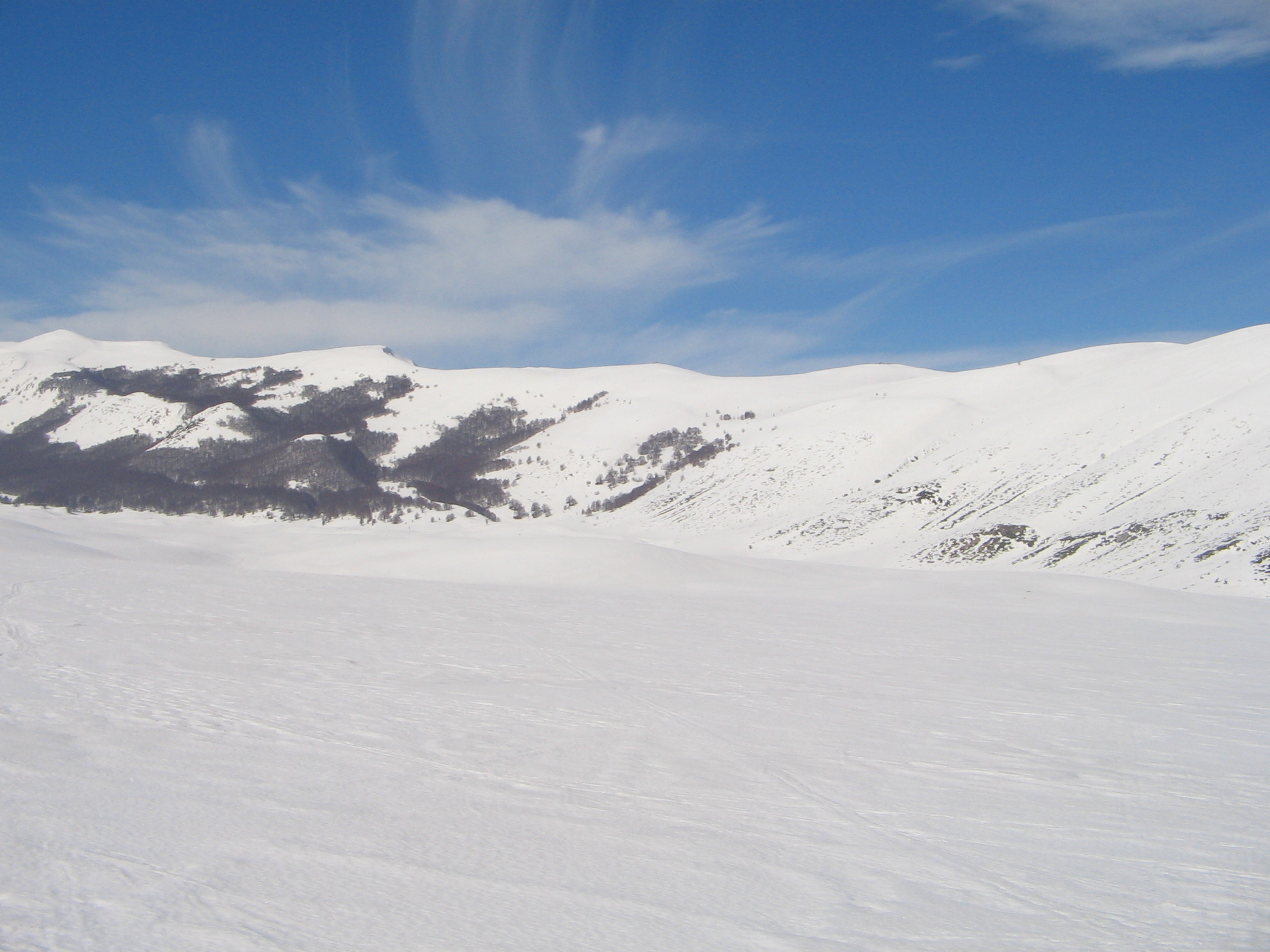
Veduta invernale dai Piani di Pezza

Si tratta di una lunga cresta montuosa che diparte da Monte Rotondo a sud comprendendo la cime di Monte Cisterna, Colle del Nibbio, Punta dell'Azzocchio, Cimata di Pezza e Cimata del Puzzillo, tutte comprese tra i 1.900 m e 2.100 di quota. Verso est guarda verso i Piani di Pezza e le relative creste montuose (Punta Trento, Punta Trieste, Costa della Tavola, Costone della Cerasa) e i Monti della Magnola, verso nord guardano verso il gruppo montuoso di Monte Orsello-Monte Puzzillo, verso est il gruppo montuoso di Monte Ocre-Monte Cagno. Sulle pendici boscose orientali del gruppo si snodano le piste da sci della stazione sciistica di Campo Felice, mentre il lato occidentale e quasi assente di vegetazione.

### Cime del gruppo
- Monte Rotondo, 2.064 m
- Monte Cisterna, 1.901 m
- Colle del Nibbio, 1.925 m
- Punta dell'Azzocchio, 1.999 m
- Cimata di Pezza, 2.130 m
- Cimata del Puzzillo, 2.150 m

## Galleria d'immagini

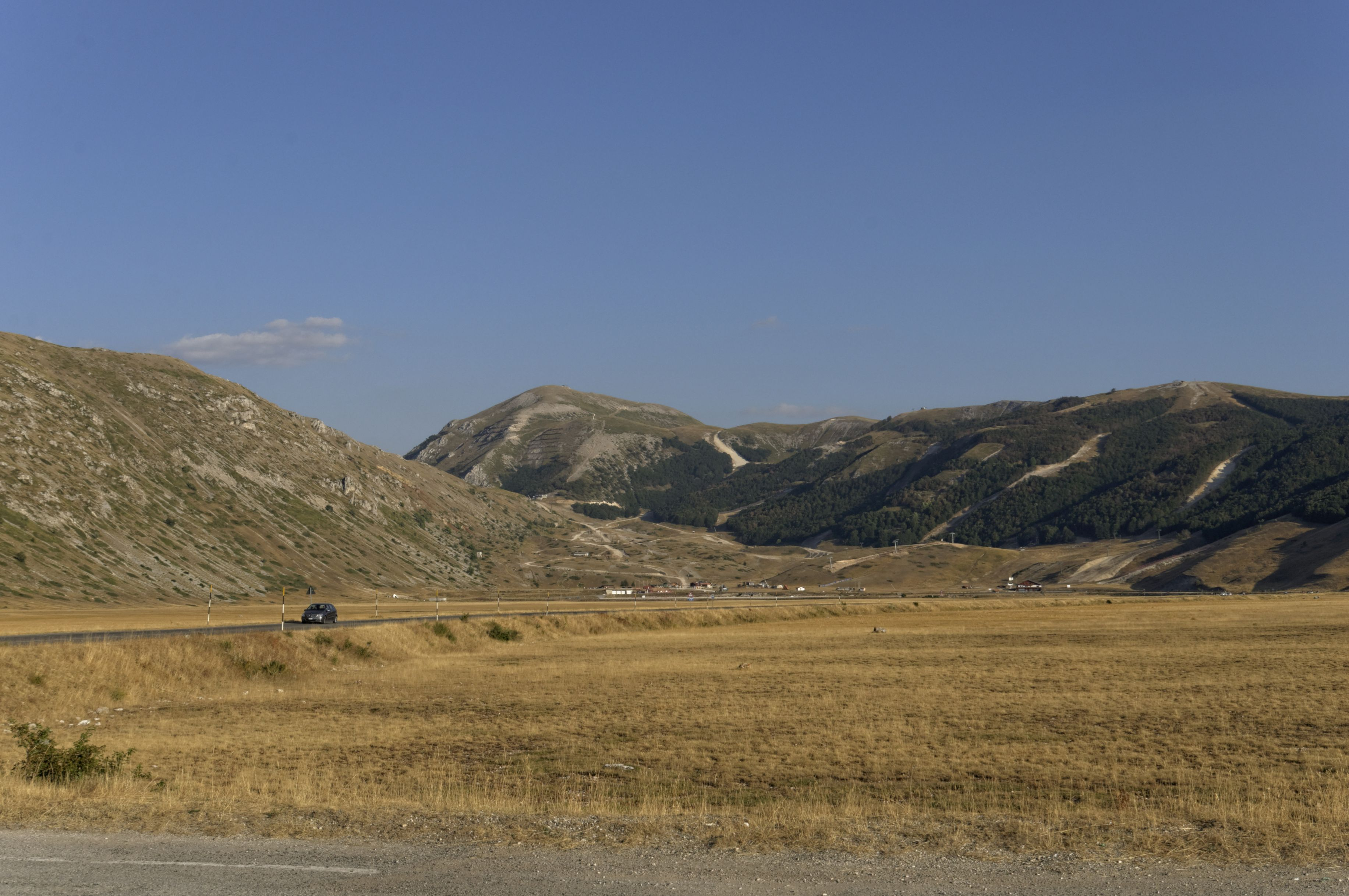
Monte Rotondo e Monte Cisterna
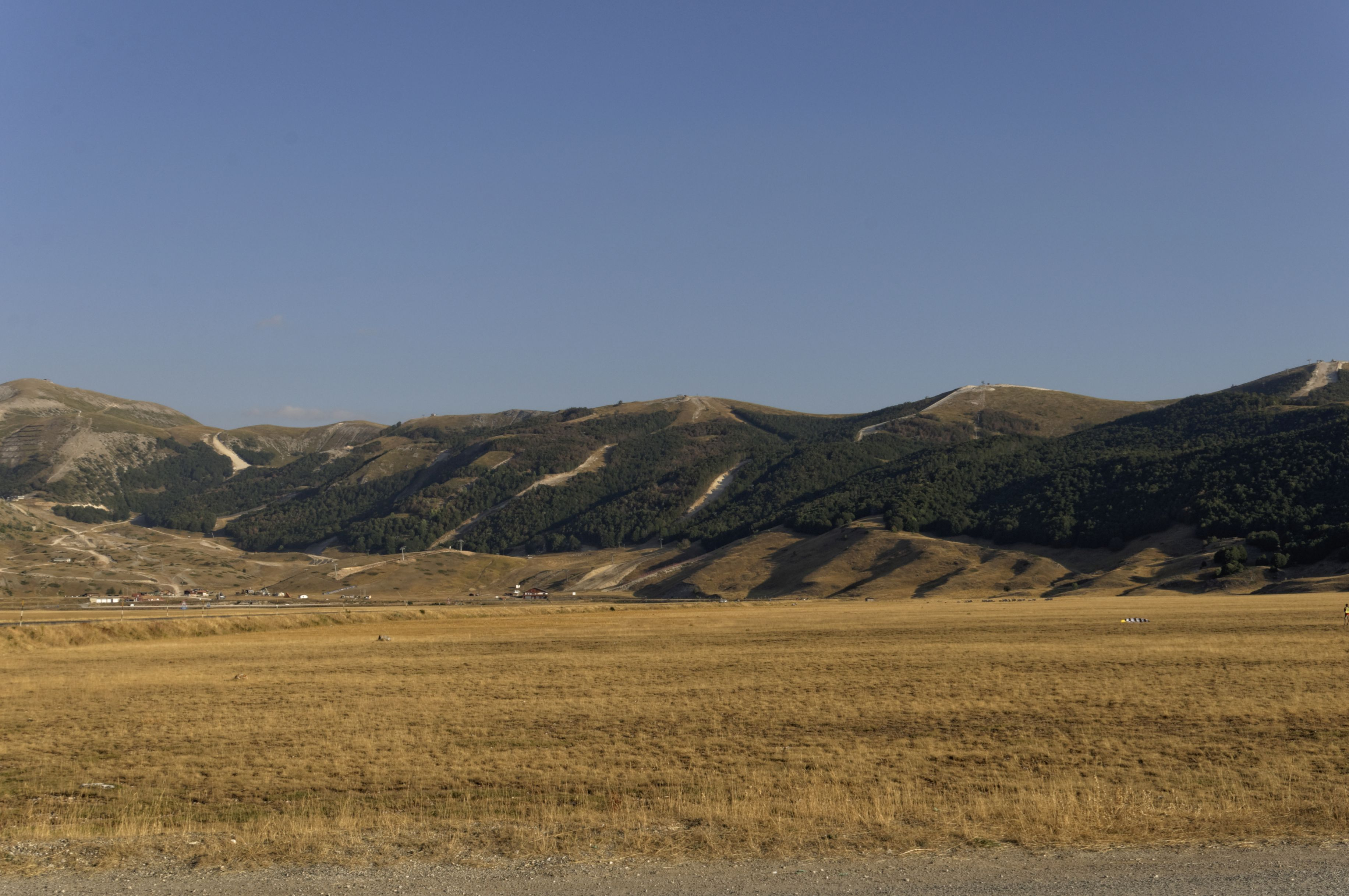
Monte Cisterna e Colle del Nibbio
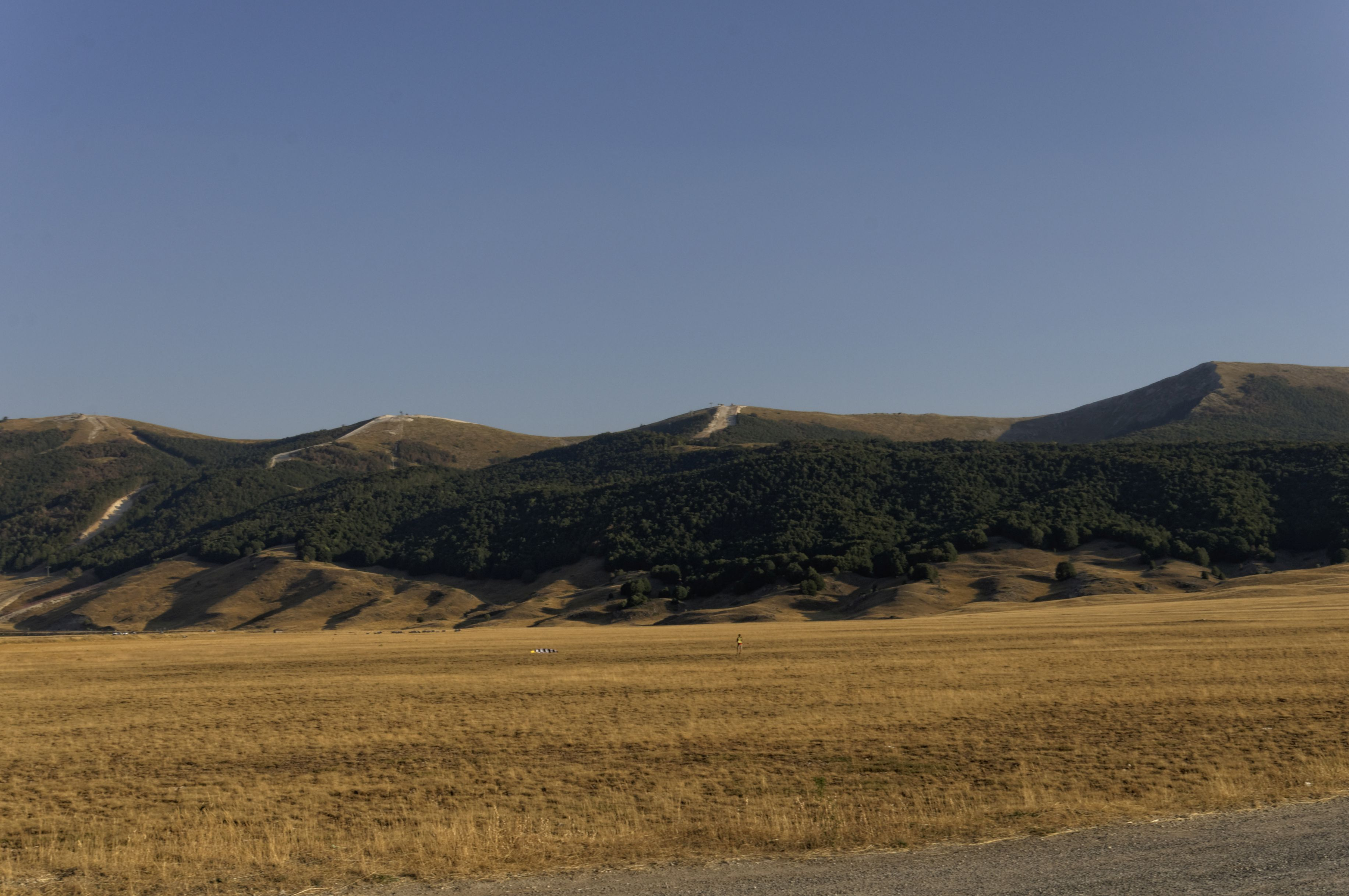
Colle del Nibbio e Punta dell'Azzocchio
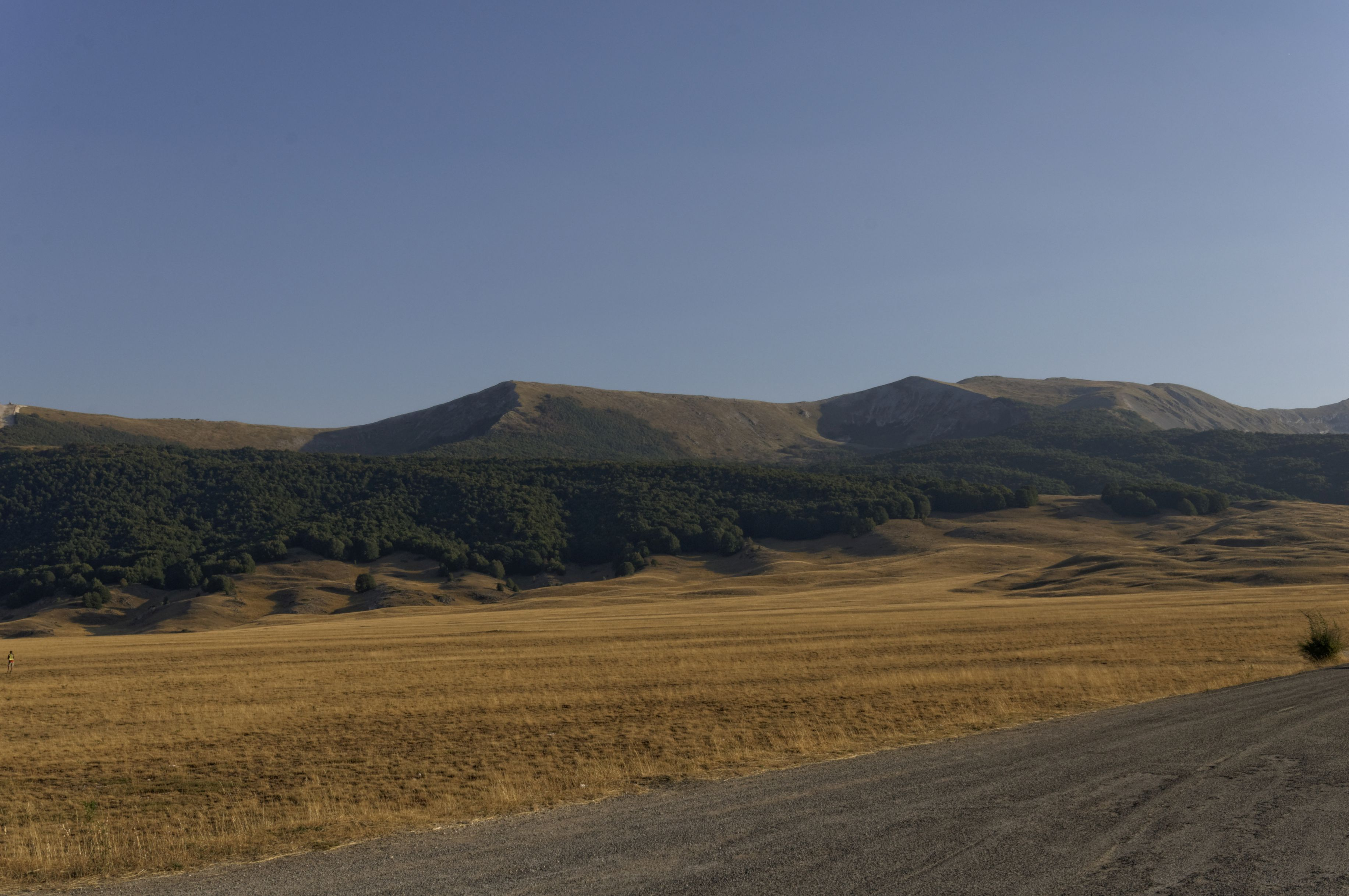
Punta del'Azzocchio e Cimata del Pezza